# Заречное (Липецкая область)
Заре́чное — село Тербунского района Липецкой области. Центр Зареченского сельского поселения.

## География
Стоит на левом берегу реки Олым.

## История
Возникло в XVIII веке под названием Кази́нка, позже отмечается в документах уже как село с церковью. В настоящее время от церкви Владимирской иконы Божией Матери остались лишь руины.
До 1963 года входило в состав Воловского района. В 1963 году Воловский район вошёл в состав Тербунского района, а в 1968 году село было переименовано в Заречное, так как в составе Тербунского района уже было село с названием Казинка. В 1965 году районы вновь разделились, а село, по настоянию жителей, осталось в составе Тербунского района.

## Население
| 1866 | 1926  | 1932  | 1997 | 2010 |
| ---- | ----- | ----- | ---- | ---- |
| 1064 | ↗1703 | ↗2020 | ↘452 | ↘403 |

## Известные уроженцы
- Печерский, Михаил Федорович — Герой Советского Союза.